# Себастиан Коатес
Себастиан Коатес Нион (на испански: Sebastián Coates Nion) е уругвайски футболист, играе като централен защитник и се състезава за Насионал.

## Клубна кариера

### Насионал
Коатес се присъединява към Насионал на 11 години и минава през всички юношески формации, като е капитан на всяка една от тях. През 2009 г. подписва професионален договор и е включен в първия състав едва на 18 години. Първия си мач за Насионал изиграва срещу Бела Виста и е обявен за играч на мача. След това е неизменен титуляр за Насионал, с изключение на дните, в които е повикан в националния отбор, или изтърпява наказание.

### Ливърпул
През август 2011 г. Коатес привлича вниманието на английския Ливърпул. Преминава успешно медицинските прегледи и на 26 август му е предложен договор. Същият ден наблюдава мача срещу Болтън. На 30 август му е издадена виза и Коатес окончателно преминава в редиците на Ливърпул, подписвайки дългосрочен договор. СУмата по трансфера не е обявена. Взима фланелката с номер 16, носена последно от Сотирис Кирякос.
На 18 септември Коатес прави дебюта си за Ливърпул в мач срещу Тотнъм, заменяйки в 27-ата минута контузилият се Даниел Агер. Ливърпул губи мача с 4 – 0. На 21 септември започва като титуляр в мач за Купа на лигата срещу Брайтън. Ливърпул побеждава с 2 – 1, а Коатес започва като титуляр и в следващия кръг от надпреварата срещу Стоук Сити. Ливърпул отново побеждава с 2 – 1. Ливърпул спечелва турнира, а Коатес печели първия си медал като играч на английския гранд. Първия си гол вкарва за Резервния отбор срещу резервите на Съндърланд.
На 21 март 2012 г. вкарва първия си гол за Ливърпул срещу Куинс Парк Рейнджърс след невероятно изпълнена задна ножица.

## Национален отбор
Коатес избира да играе за Уругвай, след като има възможност да се състезава и за Шотландия. След като се състезава за Уругвай до 20 години, Коатес е повикан в мъжкия състав за плейофа срещу Коста Рика, но остава неизползвана резерва.
Дебютът си за Уругвай прави срещу Чили на Копа Америка 2011. Коатес печели наградата за най-добър млад състезател след края на турнира. На 10 юни 2011 г. Себастиан вкарва първия си гол за националния отбор срещу Перу, при победата с 4 – 2.
Повикан е от селекционера Оскар Табарес да представя страната си на Олимпийските игри през 2012. Уругвай прави слаби игри и отпада още в груповата фаза на турнира.

## Отличия

### Клубни

#### Ливърпул
- Купа на лигата: 1 – 2011/12

#### Насионал
- Примера дивисион де Уругвай: 2 – 2008/09, 2010/11

### Национален отбор

#### Уругвай
- Копа Америка 2011:

#### Индивидуални
- Най-добър млад играч на Копа Америка 2011